# Década de 780
Séculos: (Século VII - Século VIII - Século IX)
Décadas: 730 740 750 760 770 - 780 - 790 800 810 820 830
Anos: 780 - 781 - 782 - 783 - 784 - 785 - 786 - 787 - 788 - 789